# 小野子山
小野子山（おのこやま）は、群馬県の渋川市と高山村、中之条町にまたがる火山である。標高は1,208.3m。ぐんま百名山のひとつ。

## 概要
群馬県中央部には、更新世中期（50万年前）にほぼ同時に活動開始を行った赤城火山、榛名火山、子持火山、小野子火山が存在するが、言わずもがなその小野子山のことである。気象庁に活火山に認定されている前者二山に対し、後者二山は約20万年前に活動を終えている。現在は吾妻川やその支流による侵食が進んでいる。岩質は安山岩である。噴火は三段階であると考えられており、山名に関せば奈良時代の坂上田村麻呂の東国遠征時の名将、小野金善(おののかねよし)が移り住んだ地名にあやかった説と、子持山と対照的に男性の山として名付けられた説がある。